# Ernesto Domínguez
Ernesto Domínguez (* 30. April 1955) ist ein mexikanischer Poolbillardspieler.

## Karriere
Im September 1991 wurde Ernesto Domínguez bei den US Open den Siebzehnter. Sieben Jahre später erreichte er das Sechzehntelfinale der 9-Ball-WM. Bei den 9-Ball-Weltmeisterschaft 2000 und 2001 schied er in der Runde der letzten 64 aus. 2001 wurde er durch einen Finalsieg gegen den Brasilianer Fabio Luersen Panamerika-Meister im 9-Ball. Nachdem er bei der 9-Ball-WM 2002 erneut Siebzehnter geworden war, gewann er im Januar 2003 das Jay Swanson Memorial 9-Ball Tournament. Im September 2005 belegte Domínguez bei den US Open den neunten Platz. Bei den 10-Ball-Weltmeisterschaften 2008 und 2009 schied er in der Runde der letzten 64 aus. Im Mai 2010 erreichte er beim World Pool Masters die Runde der letzten 32 und unterlag dort dem Engländer Raj Hundal. Zwei Monate später schied er bei der 9-Ball-WM in der Runde der letzten 64 gegen Ko Pin-yi aus. Im September 2014 wurde Domínguez beim Turning Stone Casino Classic Siebter. Im Oktober 2014 erreichte er mit dem neunten Platz sein bislang bestes Ergebnis bei den US Open.
Ernesto Domínguez lebt derzeit in Sylmar, Kalifornien. Sein Sohn Óscar Domínguez ist ebenfalls Poolbillardspieler.